# Élections législatives de 1962 à La Réunion
Les élections législatives françaises de 1962 se déroulent les 18 et 25 novembre.  Dans le département de la La Réunion, trois députés sont à élire dans le cadre de trois circonscriptions.

## Élus
| Circonscription | Député sortant                    | Parti | Parti         | Député élu ou réélu | Parti | Parti  |
| --------------- | --------------------------------- | ----- | ------------- | ------------------- | ----- | ------ |
| 1re             | Frédéric Champierre de Villeneuve |       | CNIP          | Gabriel Macé        |       | RI     |
| 2e              | Valère Clément                    |       | Divers droite | Marcel Vauthier     |       | MRP    |
| 3e              | Marcel Cerneau                    |       | Divers        | Marcel Cerneau      |       | Divers |

## Résultats

### Résultats à l'échelle du département
|                | Mouvement républicain populaire             | 31 187  | 37,00  | 1 |  |  |
|                | Divers                                      | 24 235  | 28,75  | 1 |  |  |
|                | Centre national des indépendants et paysans | 600     | 5,90   | 0 |  |  |
|                | Centre démocratique                         | 56 022  | 66,46  | 2 |  |  |
|                |                                             |         |        |   |  |  |
|                | Républicains indépendants                   | 13 542  | 16,07  | 1 |  |  |
|                | Union pour la nouvelle République (UDT)     | 3 807   | 4,52   | 0 |  |  |
|                | Majorité présidentielle                     | 17 349  | 20,58  | 1 |  |  |
|                |                                             |         |        |   |  |  |
|                | Parti communiste réunionnais                | 10 921  | 12,96  | 0 |  |  |
|                |                                             |         |        |   |  |  |
| Inscrits       | Inscrits                                    | 143 980 | 100,00 | 3 |  |  |
| Abstentions    | Abstentions                                 | 58 930  | 40,93  |   |  |  |
| Votants        | Votants                                     | 85 050  | 59,07  |   |  |  |
| Blancs et nuls | Blancs et nuls                              | 758     | 0,89   |   |  |  |
| Exprimés       | Exprimés                                    | 84 292  | 99,11  |   |  |  |

### Résultats par circonscription

#### Première circonscription (Saint-Denis)
| | Gabriel Macé élu                          | RI             | 13 542 | 77,88  |  |  |  |
| | David Moreau                              | app. UNR       | 3 807  | 22,12  |  |  |  |
| | Paul Vergès                               | PCR            | 3 404  | 22,12  |  |  |  |
| | Frédéric Champierre de Villeneuve sortant | CNIP           | 600    | 22,12  |  |  |  |
| |                                           |                |        |        |  |  |  |
| Inscrits | Inscrits                                  | Inscrits       | 53 579 | 100,00 |  |  |  |
| Abstentions | Abstentions                               | Abstentions    | 32 018 | 59,76  |  |  |  |
| Votants | Votants                                   | Votants        | 21 561 | 40,24  |  |  |  |
| Blancs et nuls | Blancs et nuls                            | Blancs et nuls | 208    | 0,96   |  |  |  |
| Exprimés | Exprimés                                  | Exprimés       | 21 353 | 99,04  |  |  |  |
| Source : France, Ministère de l'intérieur. Les Elections législatives . Métropole., la Documentation française, 1963 (lire en ligne) |                                           |                |        |        |  |  |  |

#### Deuxième circonscription (Saint-Paul)
| | Marcel Vauthier élu | MRP            | 31 187 | 85,43  |  |  |  |
| | Léon Félicité       | PCR            | 5 318  | 14,57  |  |  |  |
| |                     |                |        |        |  |  |  |
| Inscrits | Inscrits            | Inscrits       | 53 258 | 100,00 |  |  |  |
| Abstentions | Abstentions         | Abstentions    | 16 363 | 30,72  |  |  |  |
| Votants | Votants             | Votants        | 36 895 | 69,28  |  |  |  |
| Blancs et nuls | Blancs et nuls      | Blancs et nuls | 390    | 1,06   |  |  |  |
| Exprimés | Exprimés            | Exprimés       | 36 505 | 98,94  |  |  |  |
| Source : France, Ministère de l'intérieur. Les Elections législatives . Métropole., la Documentation française, 1963 (lire en ligne) |                     |                |        |        |  |  |  |

#### Troisième circonscription (Saint-Pierre)
| | Marcel Cerneau sortant réélu | Divers         | 24 235 | 91,68  |  |  |  |
| | Bruny Payet                  | PCR            | 2 199  | 8,32   |  |  |  |
| |                              |                |        |        |  |  |  |
| Inscrits | Inscrits                     | Inscrits       | 37 143 | 100,00 |  |  |  |
| Abstentions | Abstentions                  | Abstentions    | 10 549 | 28,4   |  |  |  |
| Votants | Votants                      | Votants        | 26 594 | 71,6   |  |  |  |
| Blancs et nuls | Blancs et nuls               | Blancs et nuls | 160    | 0,6    |  |  |  |
| Exprimés | Exprimés                     | Exprimés       | 26 434 | 99,4   |  |  |  |
| Source : France, Ministère de l'intérieur. Les Elections législatives . Métropole., la Documentation française, 1963 (lire en ligne) |                              |                |        |        |  |  |  |